# Campionati italiani di triathlon del 2006
I Campionati italiani di triathlon del 2006 (XVIII edizione) sono stati organizzati dalla Federazione Italiana Triathlon e si sono tenuti a Lido delle Nazioni in Emilia-Romagna, in data 1º ottobre 2006.
Tra gli uomini ha vinto Emilio D'Aquino ( Carabinieri), mentre la gara femminile è andata a Nadia Cortassa ( Fiamme Azzurre).

## Risultati

### Élite uomini
| Pos. | Atleta                | Società sportiva  | Nuoto    | Bici     | Corsa    | Totale   |
| ---- | --------------------- | ----------------- | -------- | -------- | -------- | -------- |
|      | Emilio D'Aquino       | Carabinieri       | 00:18:05 | 00:54:07 | 00:33:30 | 01:45:42 |
|      | Stefano Belandi       | Fiamme Azzurre    | 00:18:07 | 00:54:09 | 00:34:12 | 01:46:28 |
|      | Alberto Casadei       | Bianchi-Keyline   | 00:18:15 | 00:54:09 | 00:34:11 | 01:46:35 |
| 4    | Andrea D'Aquino       | Carabinieri       | 00:18:05 | 00:54:11 | 00:34:31 | 01:46:47 |
| 5    | Daniel Hofer          | Carabinieri       | 00:18:08 | 00:56:27 | 00:32:28 | 01:47:03 |
| 6    | Ivan Risti            | Triathlon Lecco   | 00:18:08 | 00:54:00 | 00:35:11 | 01:47:19 |
| 7    | Alessandro Terranova  | Esercito          | 00:18:13 | 00:00:00 | 01:47:24 | 01:47:24 |
| 8    | Daniele Fiorentini    | Esercito          | 00:18:08 | 00:54:10 | 00:35:18 | 01:47:36 |
| 9    | Alberto Alessandroni  | Fiamme Oro        | 00:18:14 | 00:53:58 | 00:35:51 | 01:48:03 |
| 10   | Leonardo Fiorella     | Fiamme Oro        | 00:18:14 | 00:54:12 | 00:35:54 | 01:48:20 |
| 11   | Fabio Guidelli        | Jhonny Triathlon  | 00:18:11 | 00:54:06 | 00:36:09 | 01:48:26 |
| 12   | Stefano Mosconi       | RP Action DDS     | 00:18:50 | 00:55:56 | 00:33:44 | 01:48:30 |
| 13   | Alessio Picco         | Peperoncino Team  | 00:19:07 | 00:55:30 | 00:34:18 | 01:48:55 |
| 14   | Giorgio Roveda        | Esercito          | 00:18:25 | 00:53:54 | 00:37:42 | 01:50:01 |
| 15   | Danilo Brustolon      | Fiamme Oro        | 00:18:35 | 00:53:43 | 00:38:14 | 01:50:32 |
| 16   | Daniel Fontana        | RP Action DDS     | 00:18:06 | 00:56:35 | 00:37:05 | 01:51:46 |
| 17   | Alessandro D'Ambrosio | Canottieri Napoli | 00:19:02 | 00:00:00 | 01:51:52 | 01:51:52 |
| 18   | Carmine Rozza         | Canottieri Napoli | 00:18:51 | 00:55:57 | 00:37:10 | 01:51:58 |
| 19   | Peter Viana           | Esercito          | 00:18:41 | 00:55:57 | 00:37:40 | 01:52:18 |
| 20   | Marco Prati           | CUS Parma Medel   | 00:18:56 | 01:00:01 | 00:33:36 | 01:52:33 |

### Élite donne
| Pos. | Atleta              | Società sportiva             | Nuoto    | Bici     | Corsa    | Totale   |
| ---- | ------------------- | ---------------------------- | -------- | -------- | -------- | -------- |
|      | Nadia Cortassa      | Fiamme Azzurre               | 00:19:50 | 01:00:18 | 00:37:18 | 01:57:26 |
|      | Beatrice Lanza      | RP Action DDS                | 00:19:50 | 01:00:16 | 00:39:26 | 01:59:32 |
|      | Daniela Chmet       | Torino 3                     | 00:19:37 | 01:00:32 | 00:39:36 | 01:59:45 |
| 4    | Elisa Battistoni    | Esercito                     | 00:19:45 | 01:00:23 | 00:41:04 | 02:01:12 |
| 5    | Manuela Ianesi      | Läufer Club Bozen            | 00:19:48 | 01:00:26 | 00:42:09 | 02:02:23 |
| 6    | Alice Cabianca      | Bianchi-Keyline              | 00:19:46 | 01:00:24 | 00:42:55 | 02:03:05 |
| 7    | Valentina Filipetto | Esercito                     | 00:19:47 | 01:00:20 | 00:43:43 | 02:03:50 |
| 8    | Arianna Viglino     | RP Action DDS                | 00:19:47 | 01:00:23 | 00:45:32 | 02:05:42 |
| 9    | Martina Dogana      | Tri. Rari Nantes Marostica   | 00:22:05 | 01:01:49 | 00:42:12 | 02:06:06 |
| 10   | Cristina Giribon    | Fiamme Oro                   | 00:22:04 | 01:01:51 | 00:42:54 | 02:06:49 |
| 11   | Maria Pezzarossa    | Triathlon Cremona Stradivari | 00:22:05 | 01:01:51 | 00:43:21 | 02:07:17 |
| 12   | Monica Cibin        | Triathlon Cremona Stradivari | 00:21:43 | 01:02:15 | 00:44:43 | 02:08:41 |
| 13   | Adelaide Cappellini | Fiamme Oro                   | 00:19:46 | 01:00:28 | 00:48:54 | 02:09:08 |
| 14   | Elena Spaggiari     | Triathlon Lecco              | 00:20:41 | 01:03:17 | 00:45:27 | 02:09:25 |
| 15   | Sara Tavecchio      | Triathlon Cremona Stradivari | 00:21:40 | 01:02:17 | 00:47:32 | 02:11:29 |
| 16   | Francesca Filatondi | Fumane Triathlon Zenage      | 00:20:32 | 01:03:27 | 00:51:06 | 02:15:05 |
| 17   | Lorenza Montagnoli  | Bardolino                    | 00:22:27 | 01:09:05 | 00:45:02 | 02:16:34 |
| 18   | Romina Ridolfi      | T.D. Rimini                  | 00:29:01 | 01:06:11 | 00:41:42 | 02:16:54 |
| 19   | Simona Zaccardi     | Libertas Triathlon Terni     | 00:25:10 | 01:07:47 | 00:46:40 | 02:19:37 |